# Tobias Dombrowa
Tobias Dombrowa (* 24. Juli 1999 in Potsdam) ist ein deutscher Fußballspieler.

## Karriere
Nach seinen Anfängen in der Jugend von Fortuna Babelsberg wechselte er im Sommer 2011 in die Jugendabteilung des SV Babelsberg 03. Dort unterschrieb er im Sommer 2017 seinen ersten Vertrag und wurde in den Regionalligakader aufgenommen. Für seinen Verein kam er in vier Spielzeiten auf 71 Spiele, bei denen ihm insgesamt acht Tore gelangen.
Im Sommer 2021 wechselte er zum Drittligisten SV Meppen. Dort kam er auch zu seinem ersten Einsatz im Profibereich, als er am 24. Juli 2021, dem 1. Spieltag, bei der 1:3-Auswärtsniederlage gegen den Halleschen FC in der 78. Spielminute für Christoph Hemlein eingewechselt wurde.
Nach nur einer Spielzeit verließ er Meppen wieder und schloss sich dem 1. FC Lokomotive Leipzig in der Regionalliga Nordost an.

## Erfolge
- Brandenburg-Pokal-Sieger: 2020/21
- Sachsenpokal-Sieger: 2022/23